# Colpotaulius incisus
Colpotaulius incisus là một loài Trichoptera trong họ Limnephilidae. Chúng phân bố ở miền Cổ bắc.